# Norweskie królowe

## Ynlingowie
| #  | Imię                   |  | Urodzona               | Zmarła                   | Czas rządów     | Rodzice                                                      |
| -- | ---------------------- |  | ---------------------- | ------------------------ | --------------- | ------------------------------------------------------------ |
| 1  | Asa Haakonsdatter      |  | ???                    | ???                      | przed 892       | Haakon Grjotgardson ???                                      |
| 2  | Snaefrida              |  | ???                    | przed 892                | przed 892       | Svase ???                                                    |
| 3  | Gyda                   |  | ???                    | ???                      | przed 892       | Eryk z Hordolandu ???                                        |
| 4  | Svanhilda              |  | ???                    | ???                      | przed 892       | Eystein ???                                                  |
| 5  | Ashild                 |  | ???                    | ???                      | przed 892       | Ring Dagsson ???                                             |
| 6  | Ragnhilda Potężna      |  | ???                    | ok. 895                  | ok. 892–ok. 895 | Eryk Jutlandzki ???                                          |
| 7  | Gunhilda Matka Królów  |  | ok. 900                | ok. 980                  | 930–934         | Asur Tote lub Gorm Stary nieznana z imienia lub Tyra Danebod |
| 8  | Thyra duńska           |  | ???                    | 18 listopada 1000        | 998–1000        | Harald Sinozęby prawdopodobnie Tofa obodrycka                |
| 9  | Sygryda Storråda       |  | 960/972                | po 1016                  | 1000–1014       | Mieszko I Dobrawa Przemyślidka                               |
| 10 | Astryda Olofsdotter    |  | ???                    | 1035                     | 1016–1030       | Olof Skötkonung Elda                                         |
| 11 | Elżbieta Kijowska      |  | ok. 1030               | po 1067                  | 1050–1066       | Jarosław I Mądry Ingegerda Szwedzka                          |
| 12 | Małgorzata Fredkulla   |  | 1080/1085              | 1130                     | 1101–1103       | Inge I Starszy Helena                                        |
| 13 | Blathmin O’Brien       |  | ???                    | ???                      | 1103–1110       | ???                                                          |
| 14 | Malmfryda kijowska     |  | ???                    | ???                      | 1116–1128       | Mścisław I Harald Krystyna ze Szwecji                        |
| 15 | Ingrid Ragnvaldsdotter |  | 1100/1110              | po 1151                  | 1134–1136       | Ragnvald Ingesson ???                                        |
| 16 | Ragna Nikolasdatter    |  | ???                    | 1157                     | 1136–1157       | ???                                                          |
| 17 | Estrid Bjørnsdotter    |  | ???                    | ???                      | 1161–1176       | ???                                                          |
| 18 | Małgorzata Szwedzka    |  | ???                    | 1209                     | 1189–1202       | Eryk IX Święty Krystyna Bjornsdotter                         |
| 19 | Margrét Skúladóttir    |  | 1208 Rissa             | 1270 Rissa               | 1225–1263       | Skule Bårdsson Ragnhilda Jonsdatter                          |
| 20 | Ingeborga Eriksdotter  |  | ok. 1244               | 1287                     | 1263–1280       | Eryk IV Plovpenning Judyta saska                             |
| 21 | Małgorzata Szkocka     |  | 28 lutego 1261 Windsor | 9 kwietnia 1283 Tønsberg | 1281–1283       | Aleksander III (król Szkocji) Małgorzata Plantagenet         |
| 22 | Izabela de Bruce       |  | ok. 1275               | 1358                     | 1287–1299       | Robert de Brus Marjorie, hrabina Carrick                     |
| 23 | Eufemia z Rügen        |  | ok. 1289               | 1321                     | 1299–1319       | Günther von Arnstein                                         |

## Folkungowie
| #  | Imię              |  | Urodzona         | Zmarła                         | Czas rządów | Rodzice                                |
| -- | ----------------- |  | ---------------- | ------------------------------ | ----------- | -------------------------------------- |
| 24 | Blanka z Namur    |  | 1320             | 1363                           | 1336–1343   | Jan I de Namur Maria d’Artois          |
| 25 | Małgorzata Duńska |  | 1353 Vordingborg | 28 października 1412 Flensburg | 1363–1412   | Waldemar Atterdag Jadwiga ze Szlezwiku |

## Gryfici
| #  | Imię             |  | Urodzona                           | Zmarła                   | Czas rządów | Rodzice                            |
| -- | ---------------- |  | ---------------------------------- | ------------------------ | ----------- | ---------------------------------- |
| 26 | Filipa Lancaster |  | 4 czerwca 1394 Peterborough Castle | 5 stycznia 1430 Vadstena | 1406–1430   | Henryk IV Lancaster Maria de Bohun |

## Wittelsbachowie
| #  | Imię                 |  | Urodzona  | Zmarła                       | Czas rządów | Rodzice                                 |
| -- | -------------------- |  | --------- | ---------------------------- | ----------- | --------------------------------------- |
| 27 | Dorota brandenburska |  | 1430/1431 | 10 listopada 1495 Kalundborg | 1445–1448   | Jan Alchemik Barbara Sachsen-Wittenberg |

## Dynastia Bonde
| #  | Imię                  |  | Urodzona | Zmarła                    | Czas rządów | Rodzice          |
| -- | --------------------- |  | -------- | ------------------------- | ----------- | ---------------- |
| 28 | Katarzyna Karlsdotter |  | ???      | 7 września 1450 Sztokholm | 1449–1450   | Karl Ormsson ??? |

## Oldenbugowie
| #  | Imię                                        |  | Urodzona                       | Zmarła                                | Czas rządów | Rodzice                                                                     |
| -- | ------------------------------------------- |  | ------------------------------ | ------------------------------------- | ----------- | --------------------------------------------------------------------------- |
| 29 | Dorota brandenburska                        |  | 1430/1431                      | 10 listopada 1495 Kalundborg          | 1450–1481   | Jan Alchemik Barbara Sachsen-Wittenberg                                     |
| 30 | Krystyna saska                              |  | 25 grudnia 1461 Torgau         | 8 grudnia 1521 Odense                 | 1483–1513   | Ernest Saksoński Elżbieta von Bayern-Münich                                 |
| 31 | Izabela Habsburg                            |  | 18 lipca 1501 Bruksela         | 19 stycznia 1526 Gandawa              | 1515–1523   | Filip I Piękny Joanna Szalona                                               |
| 32 | Zofia pomorska                              |  | 1498 Szczecin                  | 13 maja 1568 Szlezwik                 | 1523–1533   | Bogusław X Anna Jagiellonka                                                 |
| 33 | Dorota saska                                |  | 9 lipca 1511 Lauenburg         | 7 października 1571 Sønderborg        | 1534–1559   | Magnus I von Sachsen-Lauenburg Katarzyna von Braunschweig-Wolfenbüttel      |
| 34 | Zofia von Mecklenburg-Schwerin              |  | 4 września 1557 Wismar         | 14 października 1631 Nykøbing Falster | 1572–1588   | Ulryk III von Mecklenburg-Güstrow Elżbieta duńska                           |
| 35 | Anna Katarzyna Hohenzollern                 |  | 26 czerwca 1575 Wolmerstadt    | 8 kwietnia 1612 Kopenhaga             | 1597–1612   | Joachim Fryderyk Hohenzollern Katarzyna von Brandenburg-Küstrin             |
| 36 | Zofia Amelia brunszwicka                    |  | 24 marca 1628 Herzberg am Harz | 20 lutego 1685 Kopenhaga              | 1648–1670   | Jerzy von Braunschweig-Lüneburg Anna Eleonora Hessen-Darmstadt              |
| 37 | Charlotta Amalia Hessen-Kassel              |  | 27 kwietnia 1650 Kassel        | 27 marca 1714 Kopenhaga               | 1670–1699   | Wilhelm VI Hessen-Kassel Jadwiga Zofia Hohenzollern                         |
| 38 | Luiza Meklemburska                          |  | 28 sierpnia 1667 Güstrow       | 15 marca 1721 Kopenhaga               | 1699–1721   | Gustaw Adolf von Mecklenburg-Güstrow Magdalena Sybilla von Holstein-Gottorp |
| 39 | Anna Zofia Reventlow                        |  | 16 kwietnia 1693 Klausholm     | 7 stycznia 1743 Klausholm             | 1721–1730   | Conrad Reventlow Sophie Amalie von Hahn                                     |
| 40 | Zofia Magdalena von Brandenburg-Kulmbach    |  | 28 listopada 1700 Schonberg    | 27 maja 1770 Kopenhaga                | 1730–1746   | Chrystian Henryk von Brandenburg-Kulmbach Zofia Chrystiana von Wolfstein    |
| 41 | Ludwika Hanowerska                          |  | 7 grudnia 1724 Londyn          | 19 grudnia 1751 Kopenhaga             | 1746–1751   | Jerzy II Hanowerski Karolina z Ansbachu                                     |
| 42 | Juliana Maria von Braunschweig-Wolfenbüttel |  | 4 września 1724 Wolfenbüttel   | 10 października 1796 Fredensborg      | 1752–1766   | Ferdynand Albert II Brunswick-Lüneburg Antonina Amalia Brunswick-Lüneburg   |
| 43 | Karolina Matylda Hanowerska                 |  | 11 lipca 1751 Londyn           | 10 maja 1775 Celle                    | 1766–1775   | Fryderyk Ludwik Hanowerski Augusta Sachsen-Gotha                            |
| 44 | Maria Zofia Hessen-Kassel                   |  | 28 października 1767 Hanau     | 22 marca 1852 Frederiksberg           | 1808–1814   | Karol Heski Ludwika Duńska                                                  |

## Oldenburgowie, linia Holstein-Gottorp
| #  | Imię             |  | Urodzona            | Zmarła                    | Czas rządów | Rodzice                                                                   |
| -- | ---------------- |  | ------------------- | ------------------------- | ----------- | ------------------------------------------------------------------------- |
| 45 | Jadwiga Elżbieta |  | 22 marca 1759 Eutin | 20 czerwca 1818 Sztokholm | 1814–1818   | Fryderyk August I von Oldenburg Ulryka Fryderyka Wilhelmina Hessen-Kassel |

## Bernadotte
| #  | Imię                    |  | Urodzona                  | Zmarła                    | Czas rządów | Rodzice                                             |
| -- | ----------------------- |  | ------------------------- | ------------------------- | ----------- | --------------------------------------------------- |
| 46 | Dezyderia               |  | 8 listopada 1777 Marsylia | 17 grudnia 1860 Sztokholm | 1818–1844   | François Clary Françoise Rose Somis                 |
| 47 | Józefina                |  | 14 marca 1807 Mediolan    | 7 czerwca 1876 Sztokholm  | 1844–1859   | Eugeniusz de Beauharnais Augusta Amalia Wittelsbach |
| 48 | Ludwika Orańska         |  | 5 sierpnia 1828 Haga      | 30 marca 1871 Sztokholm   | 1859–1871   | Fryderyk (książę holenderski) Ludwika Pruska        |
| 49 | Zofia Wilhelmina Nassau |  | 9 lipca 1836 Wiesbaden    | 30 grudnia 1913 Sztokholm | 1872–1905   | Wilhelm von Nassau Paulina Fryderyka Wirtemberska   |

## Oldenburgowie, linia Schleswig-Holstein-Sonderburg-Glücksburg
| #  | Imię            |  | Urodzona                 | Zmarła                   | Czas rządów | Rodzice                             |
| -- | --------------- |  | ------------------------ | ------------------------ | ----------- | ----------------------------------- |
| 50 | Maud Koburg     |  | 26 listopada 1869 Londyn | 20 listopada 1938 Londyn | 1905–1938   | Edward VII Koburg Aleksandra Duńska |
| 51 | Sonja Haraldsen |  | 4 lipca 1937 Oslo        |                          | 1991–       | Karl Haraldsen Dagny Ulrichsen      |